# Fridericianum
El Fridericianum és un museu situat a Kassel, Alemanya. Va ser construït el 1779 i és el museu públic més antic d'Europa. Durant la documenta és la seu central del certàmen d'art.
El Fridericianum va ser dissenyat per Huguenot arquitecte Simon Louis du Ry per Landgrave Friedrich II i va ser inaugurat el 1779 com un dels primers museus públics del món. Al principi allotjava la biblioteca estatal de Hesse, maquinària, instruments científics, models de suro d'arquitectura romana, i figures de cera de landgraves Hessianes. El Fridericianum també conté una biblioteca construïda per albergar 100.000 volums, connectada amb la torre medieval Zwehrenturm, a la qual hi havia un observatori.
Quan a principis del segle xix, el germà més jove de Napoleó, Jérôme Bonaparte esdevenia rei de Westfàlia, i Kassel va ser anomenada capital del regne, el Fridericianum va ser reutilitzat com a edifici parlamentari. Amb l'expulsió de Jérôme Bonaparte el 1813, el Fridericianum va tornar al seu propòsit original com a museu. Durant aquell temps els Germans Grimm, Jacob i Wilhelm, van treballar a la biblioteca. Amb el començament del mandat prussià el 1866, les col·leccions del museu foren a poc a poc transferides a Berlín, així el 1913 l'edifici va deixar de ser museu i va passar a tenir únicament la funció de biblioteca estatal. El Fridericianum va ser greument malmès durant la Segona Guerra Mundial, a causa dels bombardejos sobre Kassel el 1941 i el 1943, per part de l'aviació aliada.
El 1955, la primera exposició de la documenta, fundada per Arnold_Bode, va tenir lloc al restaurat edifici Fridericianum. Des de llavors, documenta ha sigut allotjada cada cinc anys al Fridericianum, el qual va ser plenament renovat el 1982.